# Brīvība. Brīvs no bailēm, naida un dusmām
Brīvība. Brīvs no bailēm, naida un dusmām, kurz BBBND (deutsch Freiheit. Frei von Angst, Hass und Wut), umgangssprachlich auch „Übermutterpartei“ (lettisch Virsmātes partija) war eine 2011 gegründete politische Partei in Lettland, die bei den lettischen Parlamentswahlen 2011 und 2014 erfolglos kandidierte.

## Geschichte
Anita Puķaleva, eine in Ventspils lebende Heilerin, war die Initiatorin der Parteigründung am 24. Juli 2011 und gilt als deren „Übermutter“  (lettisch: Virsmāte). Die Parteigründungsversammlung fand auf einer Wiese neben ihrem Haus in Ventspils statt. Sie selbst war jedoch kein Parteimitglied.
Für die Wahl zur 11. Saeima am 17. September 2011 wurde eine Kandidatenliste mit 27 Kandidaten für nur drei der fünf lettischen Wahlbezirke eingereicht. Spitzenkandidaten waren Anrijs Aumalis (ein ehemaliger Direktor der Brauerei „Cēsu alus“), Ieva Kantmane (eine Dozentin für Ökonomie an der Ventspils Augstskola, einer kleinen, privaten Hochschule in Ventspils) und Dace Brimerberga (eine Zollbeamtin beim Finanzamt). Die Partei erhielt 2011 Stimmen (= 0,22 % der abgegebenen Stimmen). Damit verfehlte sie bei weitem ihr Ziel, einen Sitz in der Saeima zu erlangen.
Bei der Wahl zur 12. Saeima am 4. Oktober 2014 trat die Partei noch einmal an und blieb wiederum erfolglos. Sie kam auf nur noch 1735 Stimmen (= 0,19 % der abgegebenen Stimmen).
Zur Wahl zur 13. Saeima am 6. Oktober 2018 trat die Partei nicht mehr an.

## Parteiprogramm
Im Parteiprogramm hieß es unter anderem:
- Der Staat soll nur zwei Aufgaben wahrnehmen: erstens für diejenigen zu sorgen, die dies selbst nicht können, und zweitens denjenigen, die für sich selbst sorgen können, die Möglichkeit dazu zu geben.
- Der Staatspräsident soll in Direktwahl vom Volk gewählt werden. Abgeordnete sollen nur für zwei Legislaturperioden gewählt werden können und während ihrer Amtszeit von ihren Wählern abgesetzt werden können.
- Die Staatssprache soll Lettisch sein. Allen ethnischen Minderheiten soll es freigestellt werden eigene Schulen und Verbände zu gründen. Jeder, der nach dem 21. August 1991 in Lettland geboren wurde, soll automatisch die Staatsbürgerschaft erhalten.
- Die Anzahl der Staatsbeamten und Minister soll minimiert werden. Alle Staatsangestellten sollen persönlich für Vorgänge in ihrem Bereich haftbar gemacht werden können.

## Weblink
- Offizielle Seite der Partei BBBND